# Tomicha
Tomicha é um género de gastrópode  da família Pomatiopsidae.

## Espécies
Este género contém as seguintes espécies:
- Tomicha cawstoni Connolly, 1939
- Tomicha differens Connolly, 1939
- Tomicha guillemei Leloup, 1953
- Tomicha hendrickxi (Verdcourt, 1950)
- Tomicha kivuensis Mandahl-Barth, 1974
- Tomicha natalensis Connolly, 1939
- Tomicha rogersi (Connolly, 1929)
- Tomicha tristis (Morelet, 1889)
- Tomicha zwellendamensis (Küster, 1852)